# Municipio de Lanier
El municipio de Lanier (en inglés: Lanier Township) es un municipio ubicado en el condado de Preble en el estado estadounidense de Ohio. En el año 2010 tenía una población de 3853 habitantes y una densidad poblacional de 40,85 personas por km².

## Geografía
El municipio de Lanier se encuentra ubicado en las coordenadas 39°41′35″N 84°32′0″O / 39.69306, -84.53333. Según la Oficina del Censo de los Estados Unidos, el municipio tiene una superficie total de 94.31 km², de la cual 94,18 km² corresponden a tierra firme y (0,14 %) 0,13 km² es agua.

## Demografía
Según el censo de 2010, había 3853 personas residiendo en el municipio de Lanier. La densidad de población era de 40,85 hab./km². De los 3853 habitantes, el municipio de Lanier estaba compuesto por el 97,66 % blancos, el 0,55 % eran afroamericanos, el 0,16 % eran amerindios, el 0,42 % eran asiáticos, el 0,16 % eran de otras razas y el 1,06 % eran de una mezcla de razas. Del total de la población el 0,57 % eran hispanos o latinos de cualquier raza.